# 2-Amino-2-(4-fosfonofenil)propanoinska kiselina
MPPG, 2-Amino-2-(4-fosfonofenil)propanoinska kiselina, je antagonist glutamatnog receptora.